# Westlake/MacArthur Park (Metro de Los Ángeles)
Westlake/MacArthur Park es una estación en la línea B y línea D  del Metro de Los Ángeles y es administrada por la Autoridad de Transporte Metropolitano del Condado de Los Ángeles. La estación se encuentra localizada en Westlake, Los Ángeles, California en la Calle Alvarado. La estación fue una de las primeras cinco estaciones del Metro de Los Ángeles.

## Servicios
- Metro Local: 18, 20, 26, 51, 52, 200, 352, 603
- Metro Express: 487, 489
- Metro Rapid: 720
- Foothill Transit: 481
- LADOT DASH: Pico Union / Echo Park